# Selección femenina de básquetbol de Argentina
La selección femenina de básquet de Argentina es el equipo formado por jugadoras argentinas nativas o nacionalizadas que representan a la confederación nacional, la Confederación Argentina de Básquetbol, en los diversos certámenes organizados tanto por FIBA Américas como por la propia FIBA, además de los organizados por el COI a nivel regional.
Dentro de su palmarés cuenta con tres Campeonatos Sudamericanos de Baloncesto Femenino obtenidos en 1948, 2018 y 2024, además de que ha sido subcampeona de dicho certamen en dieciséis ocasiones. En certámenes FIBA Américas ha obtenido dos medallas de plata y dos de bronce. Ambos subcampeonatos le valieron la clasificación al Campeonato Mundial. En 2023 consiguió su primera medalla en los Juegos Panamericanos al alzarse con la presea de bronce tras derrotar a Cuba por 75-66 en el partido por el tercer puesto. En 2024 logró el título sudamericano por tercera vez tras derrotar a Brasil 84-76 en el encuentro decisivo, una final que se repitió en 14 de las últimas 16 ediciones del torneo.

## Jugadoras

### Última convocatoria

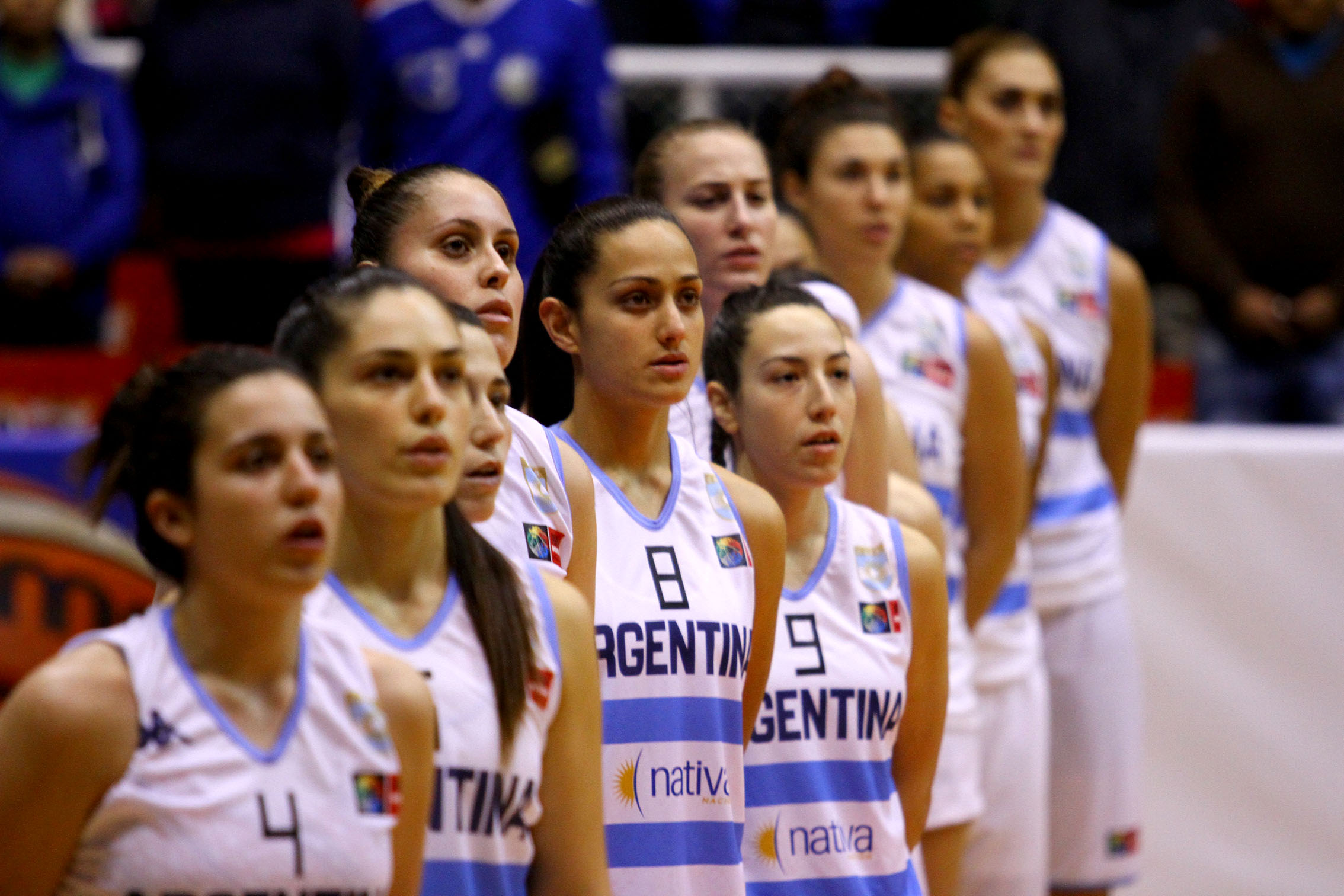
Selección argentina en el Campeonato Sudamericano de Baloncesto Femenino Ambato de 2014.

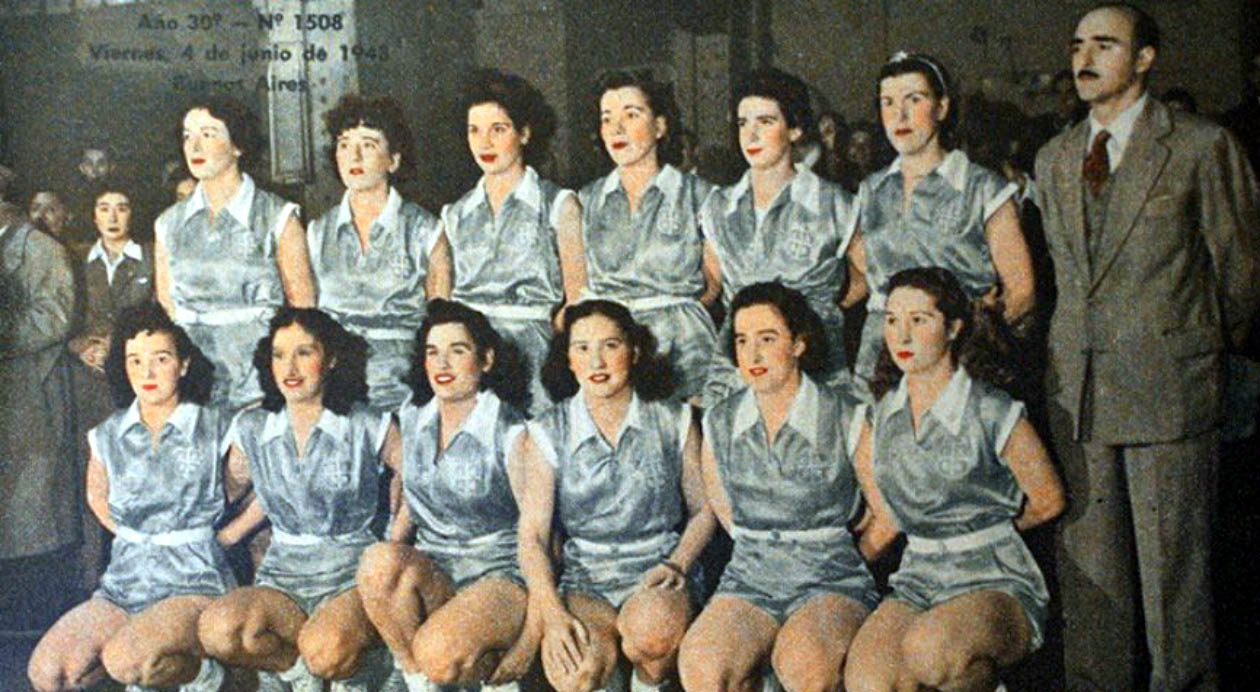
Selección Argentina ganadora del Campeonato Sudamericano de 1948 en la revista El Gráfico del 4 de junio de ese año.

Jugadoras convocadas para la FIBA AmeriCup femenina de 2023.
Jugadoras convocadas para la FIBA Americup femenina 2025 

### Destacadas

#### Selecciones mundialistas
Mundial 1953
| - María Bonetti - María Pastorino - Olga Echeverría - Martína Sosa - Dora Mottollese - Teresa Kirsch | - Irma Reyes - Nelly Marchosotti - Mercedes Rosales - Ángela De Vexina - Raquél Ortíz - María Medrano |

Mundial 1957
| - Teresa Lorenzo - Alicia Cattaneo - Edelvis Rodrígues - María Bonetti - Romona Zurita - Mabel Balocco | - Martha Cesca - Ivonne Solari - María Lilino - Mercedes Rosales - María Bustos - Esther Pietrapina |

Mundial 1964
| - Celia Juan - Norma Yolanda Ventos - Lilia Celia Conesa - Gillder Norys Maggiolo - María Balocco - Isabel Rosa Vass | - Beatriz Zulema Mahbus - Susana Abad - Amalia Setien - Nilda Rosa Sklerevicius - Antonia Castillo - Alicia Rosalía Del Duca |

Mundial 1971
| - María Almirante - Carmen Ester Blanco - Arsenia Elena Moreno - Castillo del Valle - Dalia Leonor Nine - Susana Escobar | - Gladys Catalina Gaitán - Stella Maris Lando - Leonor María Rivero - Ana María Branzuel - Lidia Ravazzoli |

Mundial 1998
Puesto 15.° sobre 16
| - Laura Betiana Nicolini - Verónica Soberón - Noelia Mendoza - Iris Alicia Ferazzoli - Diana Elisabet Tizón - Andrea Verena Boeyknes | - Laura Mariana Falabella - Andrea Laura Alomo - María Magdalena Comba - Daniela Susana Luchessi - María Alejandra Fernández |

Mundial 2002
Puesto 10.° sobre 16
| - Laura Nicolini - Vanesa Ivana Pires - Vanesa Carina Avaro - Gisela Vega - Noelia Mendoza - Natalia Ríos | - Andrea Verónica Gale - Marcela Paoletta - María Alejandra Fernández - Alejandra Chesta - Érica Carolina Sánchez - Laura Mariana Falabella |

Mundial 2006
Puesto 9.° sobre 16
| - Laura Nicolini - Verónica Soberón - María Cecilia Lineira - Natalia Ríos - Alejandra Chesta - Paula Gatti | - Marcela Paoletta - María Gimena Landra - María Alejandra Fernández - Sandra Pavón - Gisela Vega - Érica Carolina Sánchez |

Mundial 2010
Puesto 14.° sobre 16
| - Débora Sabrina González - Agostina Paola Burani - Paula Alajandra Reggiardo - Alejandra Chesta - Noelia Mendoza - Marina Cava | - Paula Gatti - Marcela Paoletta - Sandra Pavón - Melisa Daniela Cejas - Erica Carolina Sánchez - Florencia Fernández |

Mundial 2018
Puesto 15.° sobre 16
| - Macarena Rosset - Macarena Rocío D'Urso - Debora González - Melisa Gretter - Victoria Llorente - Celia Noemí Fiorotto | - Ornella Santana - Andrea Boquete - Natacha Perez - Agostina Burani - Mayra Leiva Roux - Mara Marchizotti |

## Palmarés

### Puestos en mundiales
- 1953 - 6.°
- 1957 - 9.°
- 1964 - 13.°
- 1971 - 11.°
- 1998 - 15.°
- 2002 - 10.°
- 2006 - 9.°
- 2010 - 14.°
- 2018 - 15.°

- Campeonato FIBA Américas Femenino:

 Plata (3): 2009, 2011 y 2017.
 Bronce (2): 2001 y 2015.
- Juegos Panamericanos:

 Bronce (1): 2023
- Campeonato Sudamericano de Baloncesto Femenino

 Oro (3): 1948, 2018 y 2024.
 Plata (17): 1946, 1950, 1958, 1970, 1974, 1993, 1995, 1997, 1999, 2001, 2003, 2006, 2008, 2010, 2013, 2014 y 2022.
 Bronce (6): 1968, 1977, 1978, 1989, 1991 y 2005.
- Juegos Sudamericanos:

 Oro (1): 2014.
 Plata (2): 1982 y 2010.
- Campeonato Sudamericano de Baloncesto Femenino Sub-17:

 Oro (4): 1987, 1996, 2005 y 2017.
 Plata (8): 1990, 1992, 1998, 2000, 2004, 2007, 2011 y 2013.
 Bronce (5): 1976, 1981, 1995, 2009 y 2015.
- Campeonato FIBA Américas Femenino Sub-16:

 Bronce (2): 2009 y 2017.